# Златина (река)
Златина е река в Североизточна България, област Варна – общини Ветрино и Провадия, ляв приток на Провадийска река. Дължината ѝ е 23 км.
Река Златина води началото си от североизточната част на платото Стана, на 346 м н.в., на 3 км северозападно от с. Ягнило, община Ветрино. Протича в южна посока в широка долина и се влива се отляво в Провадийска река на 43 м н.в., на 500 м източно от село Венчан, община Провадия.
Площта на водосборния басейн на Златина е 149 км2, което представлява 7,0% от водосборния басейн на Провадийска река.
Реката е с дъждовно-снежно подхранване, с максимален отток през февруари-март, а минимален – август-септември.
По течението на реката са разположени 2 села:
- Община Ветрино – Ягнило;
- Община Провадия – Млада гвардия.[1]

Водите на реката основно се използват за напояване, като по течението ѝ са изградени няколко микроязовира.

## Топографска карта
- Лист от карта K-35-19. Мащаб: 1 : 100 000.
- Лист от карта K-35-31. Мащаб: 1 : 100 000.